# Cnemidophorus vanzoi
Espèce
Synonymes
- Ameiva vanzoi Baskin & Williams, 1966

Statut de conservation UICN

 CR  : 
En danger critique
Cnemidophorus vanzoi est une espèce de sauriens de la famille des Teiidae.

## Répartition
Cette espèce est endémique de l'île Maria au Sud-Est de Sainte-Lucie.

## Étymologie
Cette espèce est nommée en l'honneur de Paulo Emilio Vanzolini.

## Publication originale
- Baskin & Williams, 1966 : The Lesser Antillean Ameiva (Sauria,Teiidae). Re-evaluation, zoogeography, and the effects of predation. Studies on the Fauna of Curaçao and other Caribbean Islands, vol. 89, p. 144-176